# Dallas Explosion

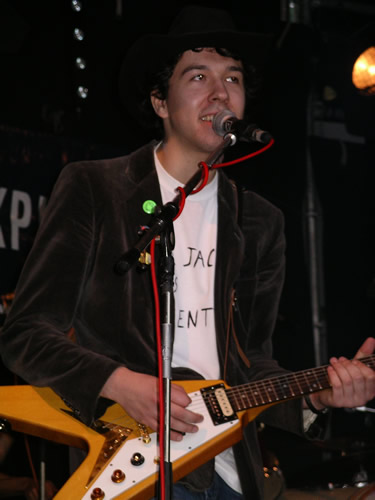
Zanger Dallas Geoffrey Hautvas op het podium van Sjwilie Rock .04

Dallas Explosion is een Waals-Brabantse muziekgroep. De groep is actief sinds 2000 en bestaat uit drie muzikanten. Dallas Geoffrey Hautvas, Morris Raymond en Ludovic Legrand hebben allen een jazz/blues-achtergrond maar spelen in deze formatie pure rock zoals dat in de jaren 70 gemaakt werd, maar dan in een 21ste-eeuws kleedje. In 2001 won de groep de 'Marktrock Podium'-wedstrijd en mochten ze het Leuvense stadsfestival openen op de Oudemarkt.
Hun muziek wordt weleens omschreven als "ZZ-Top playing covers of the Velvet Underground on Red Hot Chili Peppers – amplifiers"... Dallas Explosion verzorgde reeds het voorprogramma van onder meer Willy Deville, Eagle-Eye Cherry, Monster Magnet, The Stranglers, Bush en Travis en stond op 17 juli 2005 ook al op het podium van Dour Festival.